# OTI 1988
XVII edición del Gran Premio de la Canción Iberoamericana o el Festival de la OTI fue celebrada el 19 de noviembre de 1988 en el Teatro Nacional Cervantes de Buenos Aires. Tuvo como presentadores centrales a Juan Alberto Badía (de Canal 13) y Pinky Satragno (de ATC). La canción de apertura del festival, Hermanos, fue interpretada por Estela Raval.

## Desarrollo
En esta edición se dio lugar a un particular mecanismo para anunciar las canciones participantes, al ser este año los presentadores centrales acompañados por diversas figuras del quehacer artístico argentino y latinoamericano, pues presentaban los temas participantes, tal como son los casos de : Jorge Barreiro, Silvana Di Lorenzo, Lupita Ferrer, Andrea del Boca, Iris Marga, Juan José Camero y Pablo Ruiz. 
Se mantuvo el sistema de jurado internacional conformado por 9 integrantes del ámbito artístico, pero por primera vez la votación se dio a conocer abiertamente, pues los presentadores leyeron los resultados de las 9 tarjetas de votación, con una computadora realizando la suma. Este sistema público de puntuación se repitió en el Festival de la OTI de 1994.
Se destaca la participación de Ricardo Arjona en representación de su país, Guatemala, ya que aunque quedó en el puesto 12.º, aprovechó esta participación para aparecer por primera vez a nivel internacional, en este caso interpretando una canción antiabortista llamada Con una estrella en el vientre. 
Asimismo, se destacó la presentación de la mano del dúo español Álex & Christina quien representaba a España y quien para ese entonces ya era muy popular en España, habiendo logrado un gran éxito comercial con sus dos anteriores trabajos discográficos ("Mil cambios de color" y "Chas y aparezco a tu lado"). Aunque en este concurso sólo alcanzaron en el 10.º puesto con Dulce maldición, esta canción también obtuvo una buenísima aceptación con la que el dúo revalidó su popularidad en el país ibérico.
También vuelven a participar los dos intérpretes que habían formado parte de la competencia en el Festival de la OTI de 1983 como el paraguayo Marco Antonio de Brix y la dominicana Taty Salas, representando a Paraguay y a la República Dominicana respectivamente. Otros reincidentes fueron dos cantantes hondureños: por un lado Gloria Janeth, quien ya representó a su país en Honduras en el Festival de la OTI de 1979, y por otro, Miguel Ángel Mejía, que representó a ese mismo país en el Festival de la OTI de 1982 y que en 1988 acudía representando a los Estados Unidos. 
El triunfo fue para el país anfitrión, Argentina, con el tema Todavía eres mi mujer, siendo el primer país en vencer en el Festival de la OTI en condición de local. El segundo puesto fue para Paraguay logrando el mejor puesto de su historia.                       En el tercer puesto se adjudicó un ex-aequo a la República Dominicana y a Perú. La canción De tu boca, es rítmica y erótico merengue compuesto por el afamado músico Juan Luis Guerra, que con su intérprete Taty Salas partía como una máxima favorita para ganar este festival, en el que recibió la máxima puntuación por parte de tres de los nueve jurados. Por su parte, Perú estuvo representado por Rocky Belmonte, quien cantó la canción Partiré, buscaré.

## Jurado internacional
- Juan Carlos Calderón
- Roberto Cantoral
- Susana Rinaldi
- Mario Cavagnaro
- Antonio Cerviño
- Casto Darío
- Norma Aleandro
- Shegundo Galarza
- José José

## Directores de orquesta
- Panamá - Oscar Cardozo Ocampo
- Antillas Neerlandesas - Erroll "El Toro" Colina
- Chile - Miguel Pizarro
- Argentina - Oscar Cardozo Ocampo
- Bolivia - Nicolás Suárez Eyzaguirre
- Portugal - Jaime Oliveira
- Colombia - Jaime Rodríguez
- Venezuela - William Croes
- Paraguay - Oscar Cardozo Ocampo
- Honduras - Oscar Cardozo Ocampo
- Guatemala - Vinicio Quezada
- Costa Rica - Rodrigo Sáenz
- Estados Unidos - Rodolfo Martínez
- República Dominicana - Manuel Tejada
- Perú - Jorge Manuel Tafur
- Puerto Rico - Drugo Candia
- Ecuador - Ramiro Montalvo
- México - Jesús Medel
- El Salvador - Oscar Cardozo Ocampo
- España - Eduardo Leyva
- Nicaragua - Francisco Cedeño
- Uruguay - Julio Frade

## Participantes
| País                  | Título de la canción             | Título de la canción             |
| País                  | Artista                          | Idioma                           |
| --------------------- | -------------------------------- | -------------------------------- |
| Antillas Neerlandesas | «Una canción para una nación»    | «Una canción para una nación»    |
| Antillas Neerlandesas | Ced Ride                         | Español                          |
| Argentina             | «Todavía eres mi mujer»          | «Todavía eres mi mujer»          |
| Argentina             | Guillermo Guido                  | Español                          |
| Bolivia               | «Solo un despertar»              | «Solo un despertar»              |
| Bolivia               | Mimi                             | Español                          |
| Chile                 | «Es mi libertad»                 | «Es mi libertad»                 |
| Chile                 | Cecilia Castro                   | Español                          |
| Colombia              | «Latinoamérica»                  | «Latinoamérica»                  |
| Colombia              | Harold Orozco                    | Español                          |
| Costa Rica            | «Hoy le canto al mundo»          | «Hoy le canto al mundo»          |
| Costa Rica            | Frank Victory                    | Español                          |
| Ecuador               | «Juan Casino»                    | «Juan Casino»                    |
| Ecuador               | Ketty Pasmino                    | Español                          |
| El Salvador           | «No está bien»                   | «No está bien»                   |
| El Salvador           | Walter Artiga                    | Español                          |
| España                | «Dulce maldición»                | «Dulce maldición»                |
| España                | Álex y Christina                 | Español                          |
| Estados Unidos        | «Así somos, así soy»             | «Así somos, así soy»             |
| Estados Unidos        | Miguel Ángel Mejía               | Español                          |
| Guatemala             | «Con una estrella en el vientre» | «Con una estrella en el vientre» |
| Guatemala             | Ricardo Arjona                   | Español                          |
| Honduras              | «Te amo»                         | «Te amo»                         |
| Honduras              | Gloria Janet                     | Español                          |
| México                | «Contigo y con el mundo»         | «Contigo y con el mundo»         |
| México                | María del Sol                    | Español                          |
| Nicaragua             | «Niña»                           | «Niña»                           |
| Nicaragua             | Raúl Hernández                   | Español                          |
| Panamá                | «Ven»                            | «Ven»                            |
| Panamá                | Paulette                         | Español                          |
| Paraguay              | «Un mundo diferente»             | «Un mundo diferente»             |
| Paraguay              | Marco Antonio de Brix            | Español                          |
| Perú                  | «Partiré, buscaré»               | «Partiré, buscaré»               |
| Perú                  | Rocky Belmonte                   | Español                          |
| Portugal              | «Vivo a vida cantando»           | «Vivo a vida cantando»           |
| Portugal              | Luís Felipe                      | Portugués                        |
| Puerto Rico           | «Para ser feliz»                 | «Para ser feliz»                 |
| Puerto Rico           | Sandra Rogers                    | Español                          |
| República Dominicana  | «De tú boca»                     | «De tú boca»                     |
| República Dominicana  | Taty Salas                       | Español                          |
| Uruguay               | «Secreto enamorado»              | «Secreto enamorado»              |
| Uruguay               | David Mantero                    | Español                          |
| Venezuela             | «Hoy he vuelto a reír»           | «Hoy he vuelto a reír»           |
| Venezuela             | Iñaki                            | Español                          |

## Resultados
</FONT

| #                                                           | País                  | Artista(s)            | Canción                        | Posición | Puntos |
| ----------------------------------------------------------- | --------------------- | --------------------- | ------------------------------ | -------- | ------ |
| 1                                                           | Ecuador               | Ketty Pasmino         | Juan Cansino                   | 14       | 0      |
| 2                                                           | Bolivia               | Mimi                  | Solo un despertar              | 14       | 0      |
| 3                                                           | Perú                  | Rocky Belmonte        | Partiré, buscaré               | 3        | 16     |
| 4                                                           | México                | María del Sol         | Contigo y con el mundo         | 5        | 14     |
| 5                                                           | Honduras              | Gloria Janet          | Te amo                         | 14       | 0      |
| 6                                                           | República Dominicana  | Taty Salas            | De tu boca                     | 3        | 16     |
| 7                                                           | Venezuela             | Iñaki                 | Hoy he vuelto a reír           | 14       | 0      |
| 8                                                           | Estados Unidos        | Miguel Ángel Mejía    | Así somos, así soy             | 14       | 0      |
| 9                                                           | Costa Rica            | Frank Victory         | Hoy le canto al mundo          | 10       | 2      |
| 10                                                          | Argentina             | Guillermo Guido       | Todavía eres mi mujer          | 1        | 26     |
| 11                                                          | El Salvador           | Walter Artiga         | No está bien                   | 14       | 0      |
| 12                                                          | Guatemala             | Ricardo Arjona        | Con una estrella en el vientre | 12       | 1      |
| 13                                                          | Chile                 | Cecilia Castro        | Es mi libertad                 | 7        | 6      |
| 14                                                          | Colombia              | Harold Orozco         | Latinoamérica                  | 7        | 6      |
| 15                                                          | Puerto Rico           | Sandra Rogers         | Para ser feliz                 | 14       | 0      |
| 16                                                          | Panamá                | Paulette              | Ven                            | 14       | 0      |
| 17                                                          | Nicaragua             | Raúl Hernández        | Niña                           | 12       | 1      |
| 18                                                          | España                | Álex y Christina      | Dulce maldición                | 10       | 2      |
| 19                                                          | Uruguay               | David Mantero         | Secreto enamorado              | 5        | 14     |
| 20                                                          | Paraguay              | Marco Antonio de Brix | Un mundo diferente             | 2        | 25     |
| 21                                                          | Antillas Neerlandesas | Ced Ride              | Canción para una nación        | 14       | 0      |
| 22                                                          | Portugal              | Luís Felipe           | Vivo a vida cantando           | 7        | 6      |
| Lugar: Teatro Miguel de Cervantes - Buenos Aires, Argentina |                       |                       |                                |          |        |

## Polémicas
En esta edición fue duramente criticada debido a que la presentación de la participante dominicana Taty Salas fue presuntamente saboteada mientras interpretaba la canción De tu boca compuesta por su compatriota Juan Luis Guerra, debido a que el sonido estaba en malas condiciones, lo que habría favorecido a los organizadores de esta versión del festival. Esta canción era la gran favorita para ganar en su momento.
Del mismo modo, el micrófono falló en las canciones de México, Honduras y Venezuela y se escuchó con mucha dificultad a estos intérpretes.